# Pseudonezumia japonicus
Pseudonezumia japonicus är en fiskart som beskrevs av Okamura, 1970. Pseudonezumia japonicus ingår i släktet Pseudonezumia och familjen skolästfiskar. Inga underarter finns listade i Catalogue of Life.